# Vereinigte Eisenbahnbau- und Betriebs-Gesellschaft

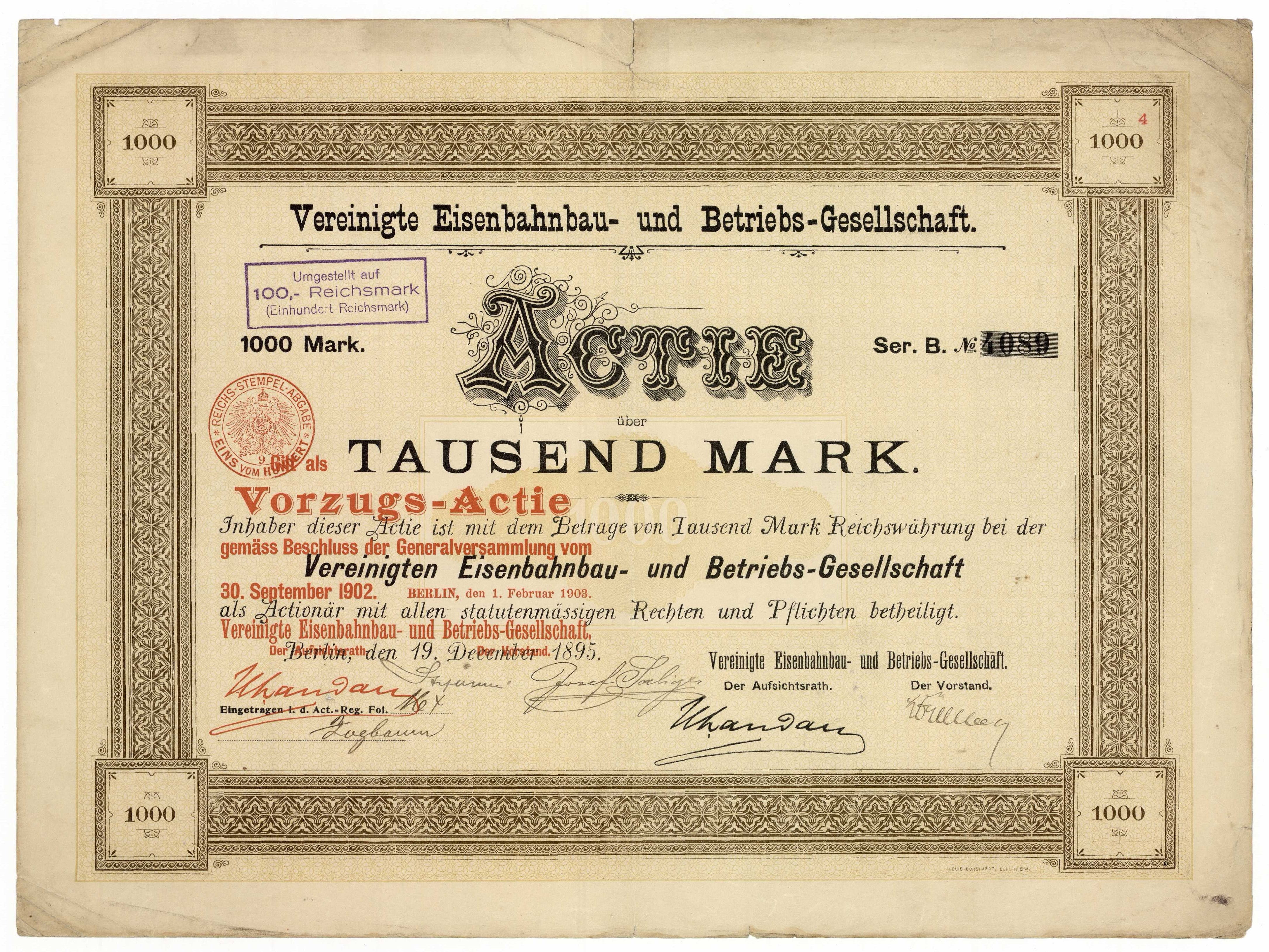
Gründeraktie der Vereinigten Eisenbahnbau- und Betriebs-Gesellschaft vom 19. Dezember 1895

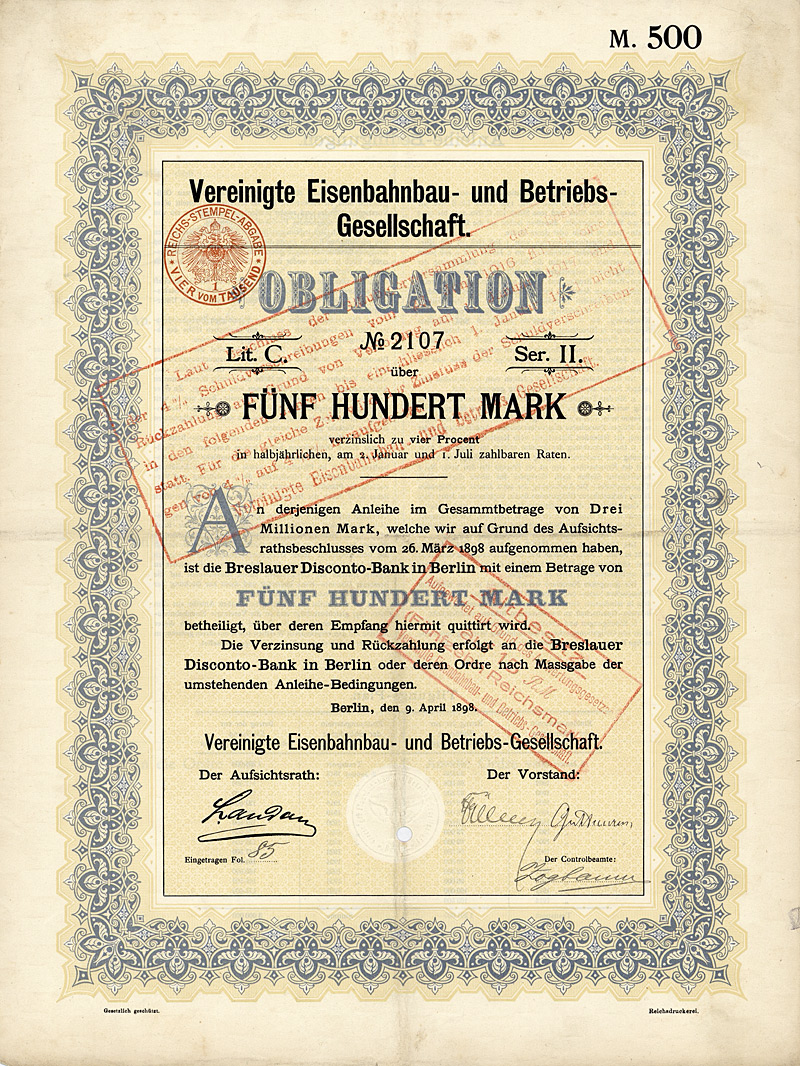
Obligation über 500 Mark der Vereinigten Eisenbahnbau- und Betriebs-Gesellschaft vom 9. April 1898

Die Vereinigte Eisenbahn-Bau- und Betriebs-Gesellschaft AG (VEB) war ein Eisenbahnunternehmen, das in Mitteleuropa eine große Zahl überwiegend nicht zusammenhängender Eisenbahnstrecken errichtete und/oder betrieb.

## Geschichte
Die Gesellschaft wurde in Berlin am 8. Oktober 1895 als Aktiengesellschaft gegründet. Sie übernahm die Geschäfte einer gleichnamigen GmbH, die zugleich liquidiert wurde.
Die Gesellschaft baute und betrieb zahlreiche Nebenbahnen. Die überwiegende Zahl der Strecken in Deutschland verkaufte sie aber noch vor Ausbruch des Ersten Weltkriegs. Die Strecken in der ehemaligen Donaumonarchie konnten nach dem Krieg von Deutschland aus nicht mehr verwaltet werden. Hinzugewonnen wurde als Geschäftsfeld in den 1920er Jahren der Betrieb von Abraum-Bahnen in Rheinischen Braunkohlerevier. 1924 war Hauptaktionär Georg Futter, der unter anderem mit Eisenbahn-Oberbaumaterial handelte, 1926 eine Münchner Investorengruppe. Die wirtschaftliche Lage war schwierig. Überwiegend errichtete die VEB in dieser Zeit Gleisanschlüsse.
1932 beantragte die VEB – schwer angeschlagen durch die Weltwirtschaftskrise – ein Konkursverfahren, was aber mangels Masse abgelehnt wurde. So zog sich das endgültige Ende bis 1938 hin. Der Hauptaktionär Max Blaser übernahm das gesamte Gesellschaftsvermögen.

## Strecken
Die VEB baute und betrieb Eisenbahnen unter der eigenen Firma, aber fungierte auch als Holding für andere Eisenbahngesellschaften, die ihr gehörten, aber eine eigene juristische Person bildeten oder an denen sie Anteile hielt. Die Strecken lagen überwiegend im Deutschen Reich, in Österreich-Ungarn und deren Nachfolgestaaten. In Wien unterhielt die VEB eine Zweigniederlassung für ihre Bahnen in der österreichisch-ungarischen Monarchie.
Zu den Strecken zählten:
| Strecke                                                            | von     | bis               | Länge (km) | Anmerkung                                                              |
| ------------------------------------------------------------------ | ------- | ----------------- | ---------- | ---------------------------------------------------------------------- |
| Agram (Zagreb)–Samobor                                             | um 1900 |                   |            |                                                                        |
| Aschersleben–Schneidlingen–Nienhagener Kleinbahn AG                | um 1900 |                   |            |                                                                        |
| Bergedorf-Geesthachter Eisenbahn AG                                | um 1900 |                   |            |                                                                        |
| Bitterfeld–Düben                                                   | 1898/99 |                   | 27         | Vorarbeiten                                                            |
| Drahtseilbahn Loschwitz–Weißer Hirsch AG (Dresden)                 | um 1900 |                   |            |                                                                        |
| Eichenbarleben–Meitzendorf–Wolmirstedt–Ochtmersleben               | 1897    |                   | 90         | Vorarbeiten                                                            |
| Frankfurter Gütereisenbahn                                         | um 1900 |                   |            |                                                                        |
| Gaisbergbahn                                                       | um 1900 |                   |            |                                                                        |
| Hanauer Kleinbahn AG                                               | 1899    | 1933/35           |            |                                                                        |
| Hildesheim-Peiner Kreis-Eisenbahn-Gesellschaft                     | um 1900 | 31. März 1902     |            |                                                                        |
| Bahnstrecke Jablonowo–Riesenburg mit Abzweig nach Marienwerder     | 1898    | 1900              |            | Bau für die Preußische Staatseisenbahnen                               |
| Königs Wusterhausen-Mittenwalde-Töpchiner Kleinbahn                |         |                   |            | nur Betrieb                                                            |
| Kostener Kreisbahnen                                               | 1900    | 31. Dezember 1910 | 42         | Kosten (Kościan)–Gostingen (Gostyń)                                    |
| Kotzenau–Köben–Guhrnau–Herrnstadt                                  | 1897    |                   | 33         | Vorarbeiten                                                            |
| Leva–Garamberzenczer Lokaleisenbahn                                | um 1900 |                   |            |                                                                        |
| Losoncz (Lučenec)–Aszód                                            | um 1900 |                   |            |                                                                        |
| Marienborn–Beendorfer Kleinbahn AG                                 | um 1900 | 31. Dezember 1920 |            |                                                                        |
| Meseritz (Międzyrzecz)–Schwiebus (Świebodzin)–Züllichau (Sulechów) | 1898    |                   | 62         | Vorarbeiten                                                            |
| Nauendorf–Gerlebogker Eisenbahn AG                                 | um 1900 |                   |            |                                                                        |
| Nordhausen-Wernigeroder Eisenbahn-Gesellschaft                     | um 1900 | 31. März 1909     |            |                                                                        |
| Bahnhof Nordstemmen–Kalischacht                                    | 1896    |                   | 15         | Anschlussgleis, Planung oder Vorarbeiten                               |
| Polkwitz-Raudtener Kleinbahn AG                                    | um 1900 | 31. Dezember 1909 |            |                                                                        |
| Kleinbahnen im Kreis Posen West                                    | 1898/99 |                   | 40         | Vorarbeiten                                                            |
| Riesengebirgsbahn GmbH                                             | um 1900 | 31. Dezember 1905 |            |                                                                        |
| Lokalbahn Saitz–Czeicz–Göding                                      | um 1900 |                   |            |                                                                        |
| Salzburger Eisenbahn- und Tramway-Gesellschaft                     | um 1900 |                   |            |                                                                        |
| Schneebergbahn                                                     | um 1900 |                   |            | Wiener Neustadt–Puchberg am Schneeberg–Hochschneeberg                  |
| Lokalbahn Sedlitz–Tschischkowitz (Čížkovice)                       | um 1900 |                   |            |                                                                        |
| Lokalbahn Stramberg–Wernsdorf                                      | um 1900 |                   |            |                                                                        |
| Bahnstrecke Tannwald–Grünthal                                      | um 1900 |                   |            | Tanvald–Kořenov                                                        |
| Temeswar (Timișoara)–Lippra–Radna                                  | um 1900 |                   |            |                                                                        |
| Lokalbahn Teplitz–Eichwald                                         | um 1900 |                   |            | Teplice–Dubí                                                           |
| Lokalbahn Tiszapolgár–Nyíregyháza                                  | um 1900 |                   |            |                                                                        |
| Brandenburgische Städtebahn                                        | um 1900 | 31. März 1914     | 125        |                                                                        |
| Bahnstrecke Wächtersbach–Bad Orb                                   | 1929    | 1929              |            | Planung der Verlängerung der Strecke bis Partenstein (nicht umgesetzt) |
| Wittenberg–Wiesenburg/Mark–Görzke                                  | 1897    |                   | 52         | Vorarbeiten                                                            |